# Ходнево (Могилёвская область)
Хо́днево (бел. Ходнева) — деревня в составе Сухаревского сельсовета Могилёвского района Могилёвской области Республики Беларусь.

## Население
- 2010 год — 5 человек